# Ducado de Sevilla
El ducado de Sevilla es un título nobiliario español concedido en 1823 por el rey Fernando VII a su sobrino Enrique de Borbón y Borbón-Dos Sicilias, hijo de Francisco de Paula de Borbón, infante de España y i duque de Cádiz, y nieto paterno del rey Carlos IV. El primer duque fue privado de su dignidad de infante de España, título y otras consideraciones en 1848 y tuvo que rehabilitar el título ducal el 13 de mayo de 1854.
Su nombre se refiere a la ciudad andaluza de Sevilla.

## Lista de titulares
|                           | Titular                                 | Periodo                   |
| Creación por Fernando VII | Creación por Fernando VII               | Creación por Fernando VII |
| ------------------------- | --------------------------------------- | ------------------------- |
| i                         | Enrique de Borbón y Borbón-Dos Sicilias | 1823-1870                 |
| ii                        | Enrique Pío de Borbón y Castellví       | 1882-1894                 |
| iii                       | María Luisa de Borbón y Parade          | 1895-1919                 |
| iv                        | Enriqueta de Borbón y Parade            | 1919-1967                 |
| v                         | Francisco de Paula de Borbón y Escasany | 1968-2025                 |

## Árbol genealógico
|                                                                                            |                                                                                            |                                                                                            |                                                                                            |                                                                                            |                                                                                            |                                                        |                                                        | Carlos IV de España (1748-1819)                                      |                                                                      |                                                                      |                                                                      |                                                                      |                                                                      |  |  |                                          |                                          |                                          |                                          |                                          |                                          |  |  |  |  |                                                                                                 |                                                                                                 |                                                                                                 |                                                                                                 |                                                                                                 |                                                                                                 |  |  |  |  |  |  |  |  |  |  |
|                                                                                            |                                                                                            |                                                                                            |                                                                                            |                                                                                            |                                                                                            |                                                        |                                                        |                                                                      |                                                                      |                                                                      |                                                                      |                                                                      |                                                                      |  |  |                                          |                                          |                                          |                                          |                                          |                                          |  |  |  |  |                                                                                                 |                                                                                                 |                                                                                                 |                                                                                                 |                                                                                                 |                                                                                                 |  |  |  |  |  |  |  |  |  |  |
|                                                                                            |                                                                                            |                                                                                            |                                                                                            |                                                                                            |                                                                                            |                                                        |                                                        | Francisco de Paula de Borbón, infante de España (1794-1865)          |                                                                      |                                                                      |                                                                      |                                                                      |                                                                      |  |  |                                          |                                          |                                          |                                          |                                          |                                          |  |  |  |  |                                                                                                 |                                                                                                 |                                                                                                 |                                                                                                 |                                                                                                 |                                                                                                 |  |  |  |  |  |  |  |  |  |  |
|                                                                                            |                                                                                            |                                                                                            |                                                                                            |                                                                                            |                                                                                            |                                                        |                                                        |                                                                      |                                                                      |                                                                      |                                                                      |                                                                      |                                                                      |  |  |                                          |                                          |                                          |                                          |                                          |                                          |  |  |  |  |                                                                                                 |                                                                                                 |                                                                                                 |                                                                                                 |                                                                                                 |                                                                                                 |  |  |  |  |  |  |  |  |  |  |
|                                                                                            |                                                                                            |                                                                                            |                                                                                            |                                                                                            |                                                                                            |                                                        |                                                        |                                                                      |                                                                      |                                                                      |                                                                      |                                                                      |                                                                      |  |  |                                          |                                          |                                          |                                          |                                          |                                          |  |  |  |  |                                                                                                 |                                                                                                 |                                                                                                 |                                                                                                 |                                                                                                 |                                                                                                 |  |  |  |  |  |  |  |  |  |  |
| Francisco de Asís de Borbón, Rey de España Con sucesión en los Reyes de España (1822-1902) | Francisco de Asís de Borbón, Rey de España Con sucesión en los Reyes de España (1822-1902) | Francisco de Asís de Borbón, Rey de España Con sucesión en los Reyes de España (1822-1902) | Francisco de Asís de Borbón, Rey de España Con sucesión en los Reyes de España (1822-1902) | Francisco de Asís de Borbón, Rey de España Con sucesión en los Reyes de España (1822-1902) | Francisco de Asís de Borbón, Rey de España Con sucesión en los Reyes de España (1822-1902) |                                                        |                                                        | Enrique de Borbón, infante de España, i duque de Sevilla (1823-1870) | Enrique de Borbón, infante de España, i duque de Sevilla (1823-1870) | Enrique de Borbón, infante de España, i duque de Sevilla (1823-1870) | Enrique de Borbón, infante de España, i duque de Sevilla (1823-1870) | Enrique de Borbón, infante de España, i duque de Sevilla (1823-1870) | Enrique de Borbón, infante de España, i duque de Sevilla (1823-1870) |  |  |                                          |                                          |                                          |                                          |                                          |                                          |  |  |  |  |                                                                                                 |                                                                                                 |                                                                                                 |                                                                                                 |                                                                                                 |                                                                                                 |  |  |  |  |  |  |  |  |  |  |
| Francisco de Asís de Borbón, Rey de España Con sucesión en los Reyes de España (1822-1902) | Francisco de Asís de Borbón, Rey de España Con sucesión en los Reyes de España (1822-1902) | Francisco de Asís de Borbón, Rey de España Con sucesión en los Reyes de España (1822-1902) | Francisco de Asís de Borbón, Rey de España Con sucesión en los Reyes de España (1822-1902) | Francisco de Asís de Borbón, Rey de España Con sucesión en los Reyes de España (1822-1902) | Francisco de Asís de Borbón, Rey de España Con sucesión en los Reyes de España (1822-1902) |                                                        |                                                        | Enrique de Borbón, infante de España, i duque de Sevilla (1823-1870) | Enrique de Borbón, infante de España, i duque de Sevilla (1823-1870) | Enrique de Borbón, infante de España, i duque de Sevilla (1823-1870) | Enrique de Borbón, infante de España, i duque de Sevilla (1823-1870) | Enrique de Borbón, infante de España, i duque de Sevilla (1823-1870) | Enrique de Borbón, infante de España, i duque de Sevilla (1823-1870) |  |  |                                          |                                          |                                          |                                          |                                          |                                          |  |  |  |  |                                                                                                 |                                                                                                 |                                                                                                 |                                                                                                 |                                                                                                 |                                                                                                 |  |  |  |  |  |  |  |  |  |  |
|                                                                                            |                                                                                            |                                                                                            |                                                                                            |                                                                                            |                                                                                            |                                                        |                                                        |                                                                      |                                                                      |                                                                      |                                                                      |                                                                      |                                                                      |  |  |                                          |                                          |                                          |                                          |                                          |                                          |  |  |  |  |                                                                                                 |                                                                                                 |                                                                                                 |                                                                                                 |                                                                                                 |                                                                                                 |  |  |  |  |  |  |  |  |  |  |
|                                                                                            |                                                                                            |                                                                                            |                                                                                            | Enrique Pío de Borbón, ii duque de Sevilla (1848-1894)                                     | Enrique Pío de Borbón, ii duque de Sevilla (1848-1894)                                     | Enrique Pío de Borbón, ii duque de Sevilla (1848-1894) | Enrique Pío de Borbón, ii duque de Sevilla (1848-1894) | Enrique Pío de Borbón, ii duque de Sevilla (1848-1894)               | Enrique Pío de Borbón, ii duque de Sevilla (1848-1894)               |                                                                      |                                                                      |                                                                      |                                                                      |  |  | Francisco de Paula de Borbón (1853-1942) | Francisco de Paula de Borbón (1853-1942) | Francisco de Paula de Borbón (1853-1942) | Francisco de Paula de Borbón (1853-1942) | Francisco de Paula de Borbón (1853-1942) | Francisco de Paula de Borbón (1853-1942) |  |  |  |  | Alberto de Borbón, I duque de Santa Elena Con sucesión en los duques de Santa Elena (1854-1939) | Alberto de Borbón, I duque de Santa Elena Con sucesión en los duques de Santa Elena (1854-1939) | Alberto de Borbón, I duque de Santa Elena Con sucesión en los duques de Santa Elena (1854-1939) | Alberto de Borbón, I duque de Santa Elena Con sucesión en los duques de Santa Elena (1854-1939) | Alberto de Borbón, I duque de Santa Elena Con sucesión en los duques de Santa Elena (1854-1939) | Alberto de Borbón, I duque de Santa Elena Con sucesión en los duques de Santa Elena (1854-1939) |  |  |  |  |  |  |  |  |  |  |
|                                                                                            |                                                                                            |                                                                                            |                                                                                            | Enrique Pío de Borbón, ii duque de Sevilla (1848-1894)                                     | Enrique Pío de Borbón, ii duque de Sevilla (1848-1894)                                     | Enrique Pío de Borbón, ii duque de Sevilla (1848-1894) | Enrique Pío de Borbón, ii duque de Sevilla (1848-1894) | Enrique Pío de Borbón, ii duque de Sevilla (1848-1894)               | Enrique Pío de Borbón, ii duque de Sevilla (1848-1894)               |                                                                      |                                                                      |                                                                      |                                                                      |  |  | Francisco de Paula de Borbón (1853-1942) | Francisco de Paula de Borbón (1853-1942) | Francisco de Paula de Borbón (1853-1942) | Francisco de Paula de Borbón (1853-1942) | Francisco de Paula de Borbón (1853-1942) | Francisco de Paula de Borbón (1853-1942) |  |  |  |  | Alberto de Borbón, I duque de Santa Elena Con sucesión en los duques de Santa Elena (1854-1939) | Alberto de Borbón, I duque de Santa Elena Con sucesión en los duques de Santa Elena (1854-1939) | Alberto de Borbón, I duque de Santa Elena Con sucesión en los duques de Santa Elena (1854-1939) | Alberto de Borbón, I duque de Santa Elena Con sucesión en los duques de Santa Elena (1854-1939) | Alberto de Borbón, I duque de Santa Elena Con sucesión en los duques de Santa Elena (1854-1939) | Alberto de Borbón, I duque de Santa Elena Con sucesión en los duques de Santa Elena (1854-1939) |  |  |  |  |  |  |  |  |  |  |
|                                                                                            |                                                                                            |                                                                                            |                                                                                            |                                                                                            |                                                                                            |                                                        |                                                        |                                                                      |                                                                      |                                                                      |                                                                      |                                                                      |                                                                      |  |  |                                          |                                          |                                          |                                          |                                          |                                          |  |  |  |  |                                                                                                 |                                                                                                 |                                                                                                 |                                                                                                 |                                                                                                 |                                                                                                 |  |  |  |  |  |  |  |  |  |  |
| María Luisa de Borbón, iii duquesa de Sevilla (1868-1945)                                  | María Luisa de Borbón, iii duquesa de Sevilla (1868-1945)                                  | María Luisa de Borbón, iii duquesa de Sevilla (1868-1945)                                  | María Luisa de Borbón, iii duquesa de Sevilla (1868-1945)                                  | María Luisa de Borbón, iii duquesa de Sevilla (1868-1945)                                  | María Luisa de Borbón, iii duquesa de Sevilla (1868-1945)                                  |                                                        |                                                        | Enriqueta de Borbón, iv duquesa de Sevilla (1882-1968)               | Enriqueta de Borbón, iv duquesa de Sevilla (1882-1968)               | Enriqueta de Borbón, iv duquesa de Sevilla (1882-1968)               | Enriqueta de Borbón, iv duquesa de Sevilla (1882-1968)               | Enriqueta de Borbón, iv duquesa de Sevilla (1882-1968)               | Enriqueta de Borbón, iv duquesa de Sevilla (1882-1968)               |  |  | Francisco de Paula de Borbón (1882-1952) | Francisco de Paula de Borbón (1882-1952) | Francisco de Paula de Borbón (1882-1952) | Francisco de Paula de Borbón (1882-1952) | Francisco de Paula de Borbón (1882-1952) | Francisco de Paula de Borbón (1882-1952) |  |  |  |  |                                                                                                 |                                                                                                 |                                                                                                 |                                                                                                 |                                                                                                 |                                                                                                 |  |  |  |  |  |  |  |  |  |  |
| María Luisa de Borbón, iii duquesa de Sevilla (1868-1945)                                  | María Luisa de Borbón, iii duquesa de Sevilla (1868-1945)                                  | María Luisa de Borbón, iii duquesa de Sevilla (1868-1945)                                  | María Luisa de Borbón, iii duquesa de Sevilla (1868-1945)                                  | María Luisa de Borbón, iii duquesa de Sevilla (1868-1945)                                  | María Luisa de Borbón, iii duquesa de Sevilla (1868-1945)                                  |                                                        |                                                        | Enriqueta de Borbón, iv duquesa de Sevilla (1882-1968)               | Enriqueta de Borbón, iv duquesa de Sevilla (1882-1968)               | Enriqueta de Borbón, iv duquesa de Sevilla (1882-1968)               | Enriqueta de Borbón, iv duquesa de Sevilla (1882-1968)               | Enriqueta de Borbón, iv duquesa de Sevilla (1882-1968)               | Enriqueta de Borbón, iv duquesa de Sevilla (1882-1968)               |  |  | Francisco de Paula de Borbón (1882-1952) | Francisco de Paula de Borbón (1882-1952) | Francisco de Paula de Borbón (1882-1952) | Francisco de Paula de Borbón (1882-1952) | Francisco de Paula de Borbón (1882-1952) | Francisco de Paula de Borbón (1882-1952) |  |  |  |  |                                                                                                 |                                                                                                 |                                                                                                 |                                                                                                 |                                                                                                 |                                                                                                 |  |  |  |  |  |  |  |  |  |  |
|                                                                                            |                                                                                            |                                                                                            |                                                                                            |                                                                                            |                                                                                            |                                                        |                                                        |                                                                      |                                                                      |                                                                      |                                                                      |                                                                      |                                                                      |  |  |                                          |                                          |                                          |                                          |                                          |                                          |  |  |  |  |                                                                                                 |                                                                                                 |                                                                                                 |                                                                                                 |                                                                                                 |                                                                                                 |  |  |  |  |  |  |  |  |  |  |
|                                                                                            |                                                                                            |                                                                                            |                                                                                            |                                                                                            |                                                                                            |                                                        |                                                        |                                                                      |                                                                      |                                                                      |                                                                      | Francisco de Paula de Borbón y Borbón (1912-1995)                    |                                                                      |  |  |                                          |                                          |                                          |                                          |                                          |                                          |  |  |  |  |                                                                                                 |                                                                                                 |                                                                                                 |                                                                                                 |                                                                                                 |                                                                                                 |  |  |  |  |  |  |  |  |  |  |
|                                                                                            |                                                                                            |                                                                                            |                                                                                            |                                                                                            |                                                                                            |                                                        |                                                        |                                                                      |                                                                      |                                                                      |                                                                      |                                                                      |                                                                      |  |  |                                          |                                          |                                          |                                          |                                          |                                          |  |  |  |  |                                                                                                 |                                                                                                 |                                                                                                 |                                                                                                 |                                                                                                 |                                                                                                 |  |  |  |  |  |  |  |  |  |  |
|                                                                                            |                                                                                            |                                                                                            |                                                                                            |                                                                                            |                                                                                            |                                                        |                                                        |                                                                      |                                                                      |                                                                      |                                                                      | Francisco de Paula de Borbón, v duque de Sevilla (1943-2025)         |                                                                      |  |  |                                          |                                          |                                          |                                          |                                          |                                          |  |  |  |  |                                                                                                 |                                                                                                 |                                                                                                 |                                                                                                 |                                                                                                 |                                                                                                 |  |  |  |  |  |  |  |  |  |  |